# Yukitaka Omi
Yukitaka Omi, född 25 december 1952 i Tokyo prefektur, Japan, är en japansk tidigare fotbollsspelare.